# Gnathopogon
Gnathopogon is een geslacht van straalvinnige vissen uit de familie van karpers (Cyprinidae).

## Soort
- Gnathopogon caerulescens (Sauvage, 1883)
- Gnathopogon elongatus (Temminck & Schlegel, 1846)
- Gnathopogon herzensteini (Günther, 1896)
- Gnathopogon imberbis (Sauvage & Dabry de Thiersant, 1874)
- Gnathopogon polytaenia (Nichols, 1925)
- Gnathopogon strigatus (Regan, 1908)
- Gnathopogon taeniellus (Nichols, 1925)
- Gnathopogon tsinanensis (Mori, 1928)